# Мери, Мери
„Мери, Мери“ е единадесетият роман на американският писател Джеймс Патерсън. Включен е в класацията на „Publishers Weekly“ за бестселърите в САЩ – 2005 година.
 Внимание:  Текстът по-долу разкрива сюжета на произведението (или части от него)!
Серия убийства в Холивуд, САЩ.
Директорът на ФБР вика агент Алекс Крос който е в отпуск и го изпраща да разследва случаите. Маниакален убиец, подвизаващ се под името „Мери Смит“ убива известни личности, като след всяко убийство изпраща имейл на журналист от Лос Анджелис Таймс.
Романът проследява разследването на опитния агент в опитите да достигне до убиеца, всяващ паника в града на звездите.